# Hôtel de ville (Piran)
L'hôtel de ville de Piran (Palazzo Comunale en italien ; Mestna hiša en slovène) est situé sur la place Giuseppe Tartini, dans le centre historique de la ville slovène de Piran.

## Histoire et descriptin
L'ancien hôtel de ville romano-gothique érigé par les Vénitiens au XIIIe siècle fut démoli en 1877. Le nouveau bâtiment, conçu par l'architecte Righetti et construit sur les vestiges de l'ancien hôtel de ville, a été construit dans le style néo-Renaissance et achevé en 1879.
Sur la façade se trouve un lion de Saint-Marc placé à l'origine sur l'ancien hôtel de ville vénitien.
Dans la salle du conseil municipal est conservée la toile Vierge à l'Enfant et Saints parmi les notables de Piran, attribuée au Tintoret ou à son école.